# Кривонос Марина Чангарівна
Марина Чангарівна Кривоно́с (нар. 5 вересня 1957, Керч) — українська майстриня художньої кераміки; член Спілки майстрів народного мистецтва України з 1991 року.

## Біографія
Народилася 5 вересня 1957 року в місті Керчі (нині Україна). 1979 року закінчила Миргородський керамічний технікум, де навчалася у Сергія Мисака; 1987 року закінчила Вітебський державний педагогічний інститут.
Упродовж 1989—1992 років працювала художницею на Васильківському майоліковому заводі; у 1992—2006 роках викладала художню кераміку в київській середній школі № 163; з 2011 року — науковий співробітник Вишгородського музею гончарства.

## Творчість
Працює в галузі художньої кераміки; володіє техніками формування, розпису ангобами та кольоровими поливами у стилі традиційної васильківської кераміки. Серед робіт:
- набори «Світанок», «Літо» (обидва — 1985), «Птахи» (1989);
- композиції «Ранок» (1986), «Квітуча земля» (2002);
- декоративні тарелі «Букет» (2003), «Пташка» (2011);
- куманець, плесканець, соляночка (усі — 2009);
- іграшки «Олень», «Жар-птиця», «Козел», «Пташка»[1];
- серія «Декоративна скульптура Київщини» (2020—2022; Мистецька премія «Київ» імені Сергія Колоса у галузі народного декоративного мистецтва за 2023 рік)[2].

Окремі роботи майстрині зберігаються у Запорізькому художньому музеї, Національному центрі народної культури «Музей Івана Гончара», Державному музеї іграшки, Національному музеї народної архітектури та побуту України, Музеї гончарства Вишгородського історико-культурного заповідника,   Музеї української майоліки у Трускавці.

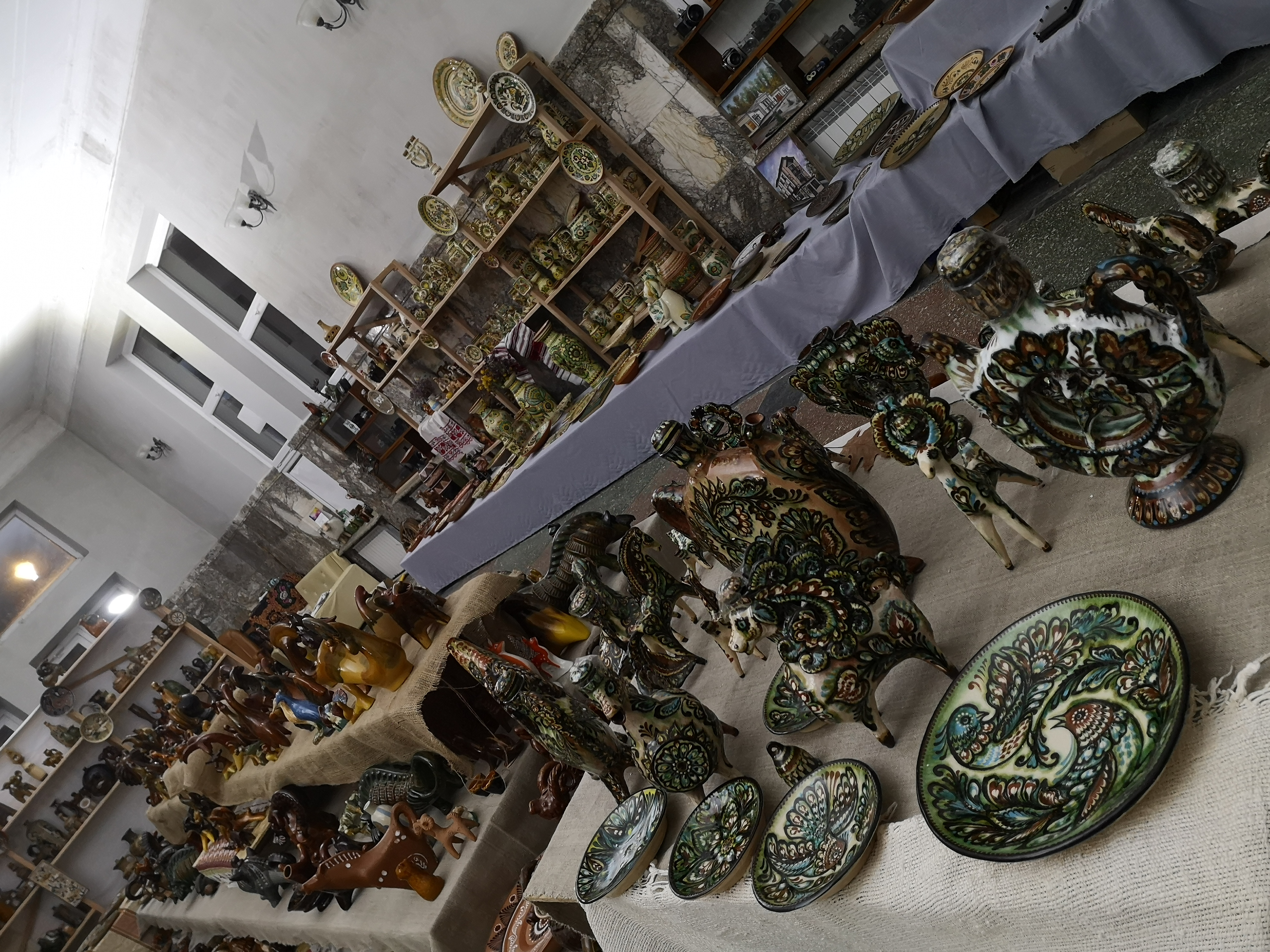
На першому плані роботи М. Кривонос у музеї майоліки у Трускавці